# Synidotea pettiboneae
Synidotea pettiboneae là một loài chân đều trong họ Idoteidae. Loài này được Hatch miêu tả khoa học năm 1947.